# Batalla d'Irun
La batalla d'Irun fou una de les batalles de la primera guerra carlina.

## Antecedents
Els carlins van assetjar Sant Sebastià a la darreria de 1835 sota les ordres del comandant de José Miguel de Sagastibeltza, qui volia atacar i prendre la ciutat, però cap militar carlí Nazario Egia desitjava mantenir el setge sense atacs. Els donostiarres van sol·licitar ajuda a Luis Fernández de Córdoba, qui els va enviar a la Legió Auxiliar Britànica de George de Lacy Evans, i Sagastibeltza va demanar més homes a Egia però necessitava les tropes i no va enviar reforços. Els liberals únicament van aconseguir ampliar lleugerament el cercle del setge amb la batalla de Lugariz en 1836, i en 16 de març del 1837 els liberals foren humiliats a la batalla d'Oriamendi.
Aprofitant la sortida del gruix de l'exèrcit carlí en l'Expedició Reial la guarnició liberal de Sant Sebastià dirigida per Lacy Evans va iniciar un atac per alliberar el corredor amb la frontera francesa el maig de 1837. Amb el suport de tropes embarcades a Portugalete, uns 20.000 homes van sortir de Sant Sebastià per conquerir Lezo, Errenteria, Astigarraga i Hernani el 14 i 15 de maig. Baldomero Espartero es va establir a Hernani per defensar l'avanç de les tropes cap a Oiartzun i la desembocadura del Bidasoa. Els carlins van abandonar Oiartzun davant l'avanç de la divisió de Gaspar de Jáuregui, però van decidir resistir a Irun.

## Batalla
La guarnició carlina basava la seva defensa en el fort del Parc i la casa consistorial, que es va fortificar. La tarda del 16 de maig es va iniciar l'atac amb un bombardeig per part dels artillers britànics, prenent les cases extramurs de la població. La matinada del 17 de maig es va reiniciar l'atac, que es va allargar tot el dia per la defensa aferrissada dels carlins. L'escassa potència dels canons liberals va fer que s'ataqués amb la infanteria i, a costa de nombroses baixes, conquerir la població pràcticament casa a casa, capitulant a la tarda.

## Conseqüències
La vila fou saquejada i Hondarribia va capitular l'endemà sense oferir resistència. La frontera guipuscoana passa a ser controlada pels liberals.
El fracàs de l'expedició Reial va comportar l'assumpció de la iniciativa militar pel mateix Carles V i una purga de tots els líders anteriors, entre ells l'infant Sebastià. Carles va nomenar cap de l'Estat Major a Rafael Maroto, qui va optar per una estratègia conservadora al front del nord. Mentrestant, la guerra a l'Aragó i València va arribar a la màxima intensitat per l'empenta de Ramon Cabrera, que en saber-se aïllat va intentar infructuosament connectar-se amb Navarra intentant prendre Terol i Saragossa, i consolidant les seves conquestes amb la presa de Morella el 26 de gener de 1838, que va passar a ser la capital del seu domini al Maestrat.